# Eleições gerais na Suécia em 2018
As Eleições legislativas na Suécia em 2018 foram realizadas no domingo dia 9 de setembro de 2018 para eleger o Parlamento (Riksdagen), as Assembleias regionais (Landstingsfullmäktige), e as Assembleias municipais (Kommunfullmäktige) do país.

Os resultados finais, indicam o Bloco Vermelho e Verde (centro-esquerda) como tendo uma ligeira vantagem sobre a Aliança (centro-direita) - 40,7% contra 40,2%, implicando isso 144 mandatos parlamentares contra 143. Os dois grandes partidos recuam em relação às eleições de 2014 - o Partido Social-Democrata para 28.3% (o pior resultado dos últimos 100 anos) e o Partido Moderado para 19.8%. O partido dos Democratas Suecos sobe, atingindo os 17,5%. Desta forma, nenhum dos dois grandes blocos atinge a maioria, ficando por consequência dependentes dos Democratas Suecos.

O novo governo minoritário saído destas eleições - o Governo Löfven II - é liderado pelo social-democrata Stefan Löfven, com a participação do Partido Social-Democrata e do Partido Verde, contando com o apoio parlamentar do Partido do Centro, do Partido Liberal e do Partido da Esquerda. No chamado Acordo de janeiro (Januariavtalet) os quatro partidos Partido Social-Democrata, Partido Verde, Partido do Centro e Partido Liberal chegaram a um acordo sobre 73 pontos, garantindo o apoio parlamentar dos dois partidos de centro-direita em troca de os social-democratas e os verdes realizarem as medidas liberais inseridas no referido programa, e excluirem o Partido da Esquerda das áreas desses pontos programáticos.

## Sistema eleitoral sueco

### Eleições nacionais - regionais – municipais
Simultaneamente são realizadas 3 eleições na Suécia:

- Eleições legislativas para o Parlamento
- Eleições regionais
- Eleições municipais para as Comunas

### 349 deputados
O Parlamento Sueco - Riksdagen - tem 349 deputados, eleitos direta e proporcionalmente de 4 em 4 anos.
Os eleitores elegem 310 deputados distribuídos por 29 círculos eleitorais.
Os restantes 39 deputados são eleitos a partir de um círculo nacional, onde são contados os votos que não deram diretamente lugares no parlamento.
Na totalidade, há uma limitação de 4% para um partido poder entrar no parlamento.

## Contexto
As eleições gerais na Suécia em 2014 conduziram a um governo de coligação do Partido Social-Democrata e do Partido Verde, com o apoio limitado do Partido da Esquerda. Nestas eleições, a coligação verde-vermelha é desafiada pela Aliança centro-direita, composta pelo Partido Moderado, Partido do Centro, Partido Liberal e Partido Democrata-Cristão. Os Democratas Suecos são o terceiro bloco, com o qual nenhum outro partido quer colaborar.

## Partidos Concorrentes
Os principais partidos e blocos que concorreram nestas eleições foram:
| Partido/Bloco        | Partido/Bloco           | Partido/Bloco                  | Líder                   | Ideologia               | Espectro        |
| -------------------- | ----------------------- | ------------------------------ | ----------------------- | ----------------------- | --------------- |
|                      |                         | Partido Social Democrata       | Stefan Löfven           | Social-democracia       | Centro-esquerda |
|                      | Partido Verde           | Isabella Lövin Gustav Fridolin | Ecologismo              | Centro-esquerda         |                 |
|                      | Partido da Esquerda     | Jonas Sjöstedt                 | Socialismo              | Esquerda                |                 |
| Bloco Vermelho-Verde | Bloco Vermelho-Verde    | Stefan Löfven                  | Social-democracia       | Centro-esquerda         |                 |
|                      |                         | Partido Moderado               | Ulf Kristersson         | Conservadorismo liberal | Centro-direita  |
|                      | Partido do Centro       | Annie Lööf                     | Liberalismo             | Centro/Centro-direita   |                 |
|                      | Partido Popular Liberal | Jan Björklund                  | Liberalismo             | Centro/Centro-direita   |                 |
|                      | Democratas Cristãos     | Ebba Busch Thor                | Democracia cristã       | Centro-direita          |                 |
| Aliança              | Aliança                 | Ulf Kristersson                | Conservadorismo liberal | Centro-direita          |                 |
|                      | Democratas Suecos       | Democratas Suecos              | Jimmie Åkesson          | Conservadorismo         | Direita         |

## Principais temas em debate
Entre os principais temas em discussão têm estado:

- Saúde e terceira idade
- Imigração, refugiados e integração
- Escola e educação
- Clima e ambiente
- Ordem pública e segurança nas ruas

## Pesquisas de opinião
Uma pesquisa de opinião baseada nos números apresentados pelos institutos Sifo, Ipsos, Inizio, YouGov, Skop, Demoskop, Novius e Sentio, apresenta a seguinte previsão, quando falta um dia para as eleições:
|                           |                           |  |       |       |
| Partido Social-Democrata  | Partido Social-Democrata  |  | 24.4% | 24.4% |
| Democratas Suecos         | Democratas Suecos         |  | 19.2% | 19.2% |
| Partido Moderado          | Partido Moderado          |  | 17.6% | 17.6% |
| Partido da Esquerda       | Partido da Esquerda       |  | 10.0% | 10.0% |
| Partido do Centro         | Partido do Centro         |  | 8.1%  | 8.1%  |
| Partido Liberal           | Partido Liberal           |  | 6.0%  | 6.0%  |
| Partido Democrata-Cristão | Partido Democrata-Cristão |  | 5.9%  | 5.9%  |
| Partido Verde             | Partido Verde             |  | 5.0%  | 5.0%  |

## Resultados Oficiais
| Partido                 | Partido                  | Votos     | %               | +/-    | Deputados | +/-    |
| ----------------------- | ------------------------ | --------- | --------------- | ------ | --------- | ------ |
|                         | Partido Social-Democrata | 1 830 386 | 28,26 / 100,00  | 2,75   | 100 / 349 | 13     |
|                         | Partido Moderado         | 1 284 698 | 19,84 / 100,00  | 3,49   | 70 / 349  | 14     |
|                         | Democratas Suecos        | 1 135 627 | 17,53 / 100,00  | 4,67   | 62 / 349  | 13     |
|                         | Partido do Centro        | 557 500   | 8,61 / 100,00   | 2,50   | 31 / 249  | 9      |
|                         | Partido da Esquerda      | 518 454   | 8,00 / 100,00   | 2,28   | 28 / 349  | 7      |
|                         | Democratas Cristãos      | 409 478   | 6,32 / 100,00   | 1,75   | 22 / 349  | 6      |
|                         | Liberais                 | 355 546   | 5,49 / 100,00   | 0,07   | 20 / 349  | 1      |
|                         | Partido Verde            | 285 899   | 4,41 / 100,00   | 2,48   | 16 / 349  | 9      |
|                         | Outros                   | 99 137    | 1,53 / 100,00   |        | 0 / 349   |        |
| Votos inválidos         | Votos inválidos          | 58 546    | 0,89 / 100,00   | 0,03   |           |        |
| Total                   | Total                    | 6 535 271 | 100,00 / 100,00 |        | 349 / 349 |        |
| Eleitorado/Participação | Eleitorado/Participação  | 7 495 936 | 87,18 / 100,00  | 1,37   |           |        |
| Fonte                   | Fonte                    | [ 21 ]    | [ 21 ]          | [ 21 ] | [ 21 ]    | [ 21 ] |

| Partido/Bloco | Partido/Bloco        | Votos     | %              | +/-  | Deputados | +/- |
| ------------- | -------------------- | --------- | -------------- | ---- | --------- | --- |
|               | Bloco Vermelho-Verde | 2 634 739 | 40,67 / 100,00 | 2,95 | 144 / 349 | 15  |
|               | Aliança              | 2 607 222 | 40,26 / 100,00 | 0,83 | 143 / 349 | 2   |
|               | Democratas Suecos    | 1 135 627 | 17,53 / 100,00 | 4,67 | 62 / 349  | 13  |

## 134 dias para formar um novo governo
16 de setembro Os resultados finais, indicam o Bloco Vermelho e Verde (centro-esquerda) como tendo uma ligeira vantagem sobre a Aliança (centro-direita) - 40,7% contra 40,2%, implicando isso 144 mandatos parlamentares contra 143. Os dois grandes partidos recuam em relação às eleições de 2014 - o Partido Social-Democrata para 28.3% (o pior resultado dos últimos 100 anos) e o Partido Moderado para 19.8%. O partido dos Democratas Suecos sobe, atingindo os 17,5%. Desta forma, nenhum dos dois grandes blocos atinge a maioria, ficando por consequência dependentes dos Democratas Suecos.

24 de setembro Na sequência das eleições, o Parlamento da Suécia elegeu um novo presidente do parlamento (talman) e três vice-presidentes no dia 24 de setembro: Presidente do Parlamento - Andreas Norlén (Partido Moderado), 1º vice-presidente - Åsa Lindestam (Partido Social-Democrata), 2º vice-presidente - Lotta Johnsson Fornarve (Partido da Esquerda) e 3º vice-presidente - Kerstin Lundgren (Partido do Centro).
25 de setembro Seguindo o procedimento normal, o presidente do parlamento promoveu no dia 25 de setembro uma "votação de confiança sobre o primeiro-ministro" (statsministeromröstning) na qual o atual primeiro-ministro social-democrata não recebeu apoio do parlamento, e como tal vai apresentar a sua demissão. Até haver um novo governo, Stefan Löfven dirigirá um  	
governo demissionário em funções até à formação de novo governo.

2 de outubro As presidências das 15 comissões parlamentares foram atribuídas por moeda ao ar pelo Partido Moderado e pelo Partido Social-Democrata, tendo o Bloco Vermelho e Verde (centro-esquerda) recebido 8 comissões e a Aliança (centro-direita) 7. Os Democratas Suecos ficaram assim excluídos.

- Bloco Vermelho e Verde (centro-esquerda) - 8 presidências (Partido Social-Democrata - 6; Partido Verde - 1; Partido da Esquerda - 1)
- Aliança (centro-direita) - 7 presidências (Partido Moderado - 4; Partido do Centro - 1; Partido Democrata Cristão - 1; Partido Liberal - 1)

Nos próximos dias, o presidente do parlamento vai auscultar os líderes partidários, e apresentar ao Parlamento uma proposta de novo primeiro-ministro. Caso o parlamento rechasse 4 propostas, são decretadas novas eleições - extraval - dentro do prazo de 3 meses.

2 de outubro O presidente do parlamento incumbiu Ulf Kristersson (líder da Aliança do centro-direita) de tentar formar um governo que seja tolerado pelo Parlamento, sendo-lhe para esse efeito concedidas 2 semanas. Segundo o próprio, ele iria tentar formar um governo de centro-direita, tolerado pelos social-democratas de centro-esquerda.

14 de outubro Ulf Kristersson declarou não ter conseguido formar um novo governo, e em consequência disso, o presidente do parlamento deu agora a incubência de tentar formar governo a Stefan Löfven, líder do Partido Social-Democrata. A intenção expressa por este seria romper o sistema de blocos e formar uma coligação com um ou dois partidos do centro liberal.

29 de outubro Duas semanas mais tarde, Stefan Löfven declarou ter fracassado na tentativa de conseguir um novo governo, que fosse tolerado pelo parlamento.
Na sequência disso, o presidente do parlamento resolveu ele próprio tentar constituir uma nova coligação governamental, indo convocar uma por uma as quatro alternativas que ainda restam. A intenção é apresentar uma proposta de governo ao parlamento durante este outono.

5 de novembro Dado não ter conseguido apurar uma constelação governamental que seja tolerada pelo parlamento, Andreas Norlén, o presidente do parlamento, propõe Ulf Kristersson, o líder do centro-direita, para chefiar um novo governo, que seja tolerado pelo parlamento e passe numa votação parlamentar.

14 de novembro Por iniciativa do presidente do parlamento, foi apresentada ao parlamento uma proposta de governo liderado por Ulf Kristersson, e composto pelos conservadores e pelos democratas cristãos. Com 195 votos contra e 154 a favor, a proposta foi derrotada, com a particularidade de os dois partidos liberais de centro-direita - os centristas e os liberais - terem votado contra os seus parceiros da Aliança do centro-direita .

15 de novembro Gorada a tentativa de conseguir um governo conservador, foi a vez da líder centrista Annie Lööf tentar formar governo. A preferência dela ia para uma coligação da Aliança do centro-direita com os verdes ou os social-democratas.

22 de novembro Após uma semana, a líder centrista declarou não ter conseguido formar uma constelação de partidos que fosse tolerada pelo parlamento.

10 de dezembro A líder centrista Annie Lööf comunica que votaria contra o social-democrata Stefan Löfven como primeiro-ministro.

12 de dezembro O parlamento rejeita a proposta de orçamento do governo provisório social-democrata de Stefan Löfven, e aprova a proposta de orçamento dos conservadores e democratas-cristãos, com o apoio dos nacionalistas suecos.

14 de dezembro O parlamento não aceita o social-democrata Stefan Löfven como primeiro-ministro de um governo composto por social-democratas e verdes.

18 de janeiro O parlamento aceita o social-democrata Stefan Löfven como primeiro-ministro de um governo composto por social-democratas e verdes. Embora em posição minoritária - 115 votos a favor e 153 votos contra, Stefan Löfven contou com a tolerância do parlamento, dado o Partido do Centro, o Partido Liberal e o Partido da Esquerda se terem abstido (77 votos). Para conseguir o apoio do Partido do Centro e do Partido Liberal, o Partido social-democrata e o Partido Verde assinaram em conjunto um "programa de 73 pontos", que o governo Löfven se compromete a executar. Este programa prevê reformas de carácter liberal e uma exclusão total do Partido da Esquerda das áreas dos referidos pontos programáticos.
21 de janeiro Tomou posse o novo governo minoritário liderado pelo social-democrata Stefan Löfven, com a participação do Partido Social-Democrata e do Partido Verde, contando com o apoio parlamentar do Partido do Centro, do Partido Liberal e do Partido da Esquerda. No chamado Acordo de Janeiro (Januariavtalet) os quatro partidos Partido Social-Democrata, Partido Verde, Partido do Centro e Partido Liberal chegaram a um acordo sobre 73 pontos, garantindo o apoio parlamentar dos dois partidos de centro-direita em troca de os social-democratas e os verdes realizarem as medidas liberais inseridas no referido programa, e excluirem o Partido da Esquerda das áreas desses pontos programáticos.
| S | MP | C | L | V | M | KD | SD |

| Governo | Apoio parlamentar | Oposição |
| 116     | 79                | 154      |